# Ringo Starr and His All-Starr Band Volume 2: Live From Montreux
Ringo Starr and His All Starr Band Volume 2: Live From Montreux es el segundo álbum en directo del músico británico Ringo Starr, publicado por Rykodisc Records en septiembre de 1993. El álbum recoge el concierto de Ringo con la segunda edición de la All-Starr Band en Montreux, Suiza el 13 de julio de 1992, con motivo de la gira de promoción de Time Takes Time, publicado en 1992.

## Historia
Tras la publicación en 1992 de Time Takes Time, su primer álbum de estudio en casi una década, Ringo salió de gira con una segunda edición de la All-Starr Band, integrada por músicos diferentes a los de la gira de 1989: Burton Cummings, Timothy B. Schmit, Dave Edmunds, Todd Rundgren, Timmy Cappello y el hijo de Ringo, Zak Starkey, además de Nils Lofgren y Joe Walsh, presentes en la gira anterior.
Aunque durante la gira interpretó un par de canciones de Time Takes Time como «Weight of the World» y «Don't Go Where The Road Don't Go», Ringo centró su lista de canciones en los éxitos de su etapa con The Beatles, tales como «Yellow Submarine» o «With a Little Help from My Friends», interpretando pocas canciones de su carrera en solitario, como «I'm the Greatest», publicada en el álbum de 1973 Ringo. El resto de integrantes de la All-Starr Band también interpretaron canciones de sus respectivas carreras musicales.

## Recepción
Ringo Starr and His All Starr Band Volume 2: Live From Montreux fue publicado a nivel global por Rykodisc Records, aunque no entró en ninguna lista de los discos más vendidos y su manufacturación fue cancelada a finales de la década de 1990.
Debido a su compromiso con el proyecto The Beatles Anthology, Live From Montreux fue la última publicación oficial de la carrera de Ringo hasta la grabación del álbum Vertical Man, si bien la compañía Blockbuster publicó otro álbum en directo de una tercera edición de la All-Starr Band, que salió de gira en 1995.

## Lista de canciones
| N.º | Título                               | Escritor(es)                                                | Duración |  |
| 1.  | «The Really Serious Introduction»    | Quincy Jones                                                | 2:04     |  |
| 2.  | «I'm the Greatest»                   | John Lennon                                                 | 3:28     |  |
| 3.  | «Don't Go Where The Road Don't Go»   | Richard Starkey, Johnny Warman, Gary Grainger               | 4:45     |  |
| 4.  | «Yellow Submarine»                   | John Lennon, Paul McCartney                                 | 4:10     |  |
| 5.  | «Desperado»                          | Don Henley, Glenn Frey                                      | 2:33     |  |
| 6.  | «I Can't Tell You Why»               | Don Henley, Glenn Frey, Timothy B. Schmit                   | 5:14     |  |
| 7.  | «Girls Talk»                         | Elvis Costello                                              | 3:35     |  |
| 8.  | «Weight Of The World»                | Brian O'Doherty, Fred Velez                                 | 4:11     |  |
| 9.  | «Band The Drum All Day»              | Todd Rundgren                                               | 3:40     |  |
| 10. | «Walking Nerve»                      | Nils Lofgren                                                | 4:06     |  |
| 11. | «Black Maria»                        | Todd Rundgren                                               | 5:27     |  |
| 12. | «In The City»                        | Joe Walsh, Barry DeVorzon                                   | 4:33     |  |
| 13. | «American Woman»                     | Burton Cummings, Randy Bachman, Gary Peterson, Michael Cale | 6:21     |  |
| 14. | «Boys»                               | Luther Dixon, Wes Farrell                                   | 3:50     |  |
| 15. | «With a Little Help from My Friends» | John Lennon, Paul McCartney                                 | 7:07     |  |

## Personal
- Ringo Starr: batería y voz
- Joe Walsh: guitarra, teclados y voz
- Nils Lofgren: guitarra y voz
- Todd Rundgren: guitarra y voz
- Dave Edmunds: guitarra y voz
- Burton Cummings: teclados, guitarra, pandereta, armónica y voz
- Timothy B. Schmit: bajo, guitarra y coros
- Timmy Cappello: saxofón, percusión y voz
- Zak Starkey: batería